# 17 januari
17 januari är den 17:e dagen på året i den gregorianska kalendern. Det återstår 348 dagar av året (349 under skottår).

## Namnsdagar

### I den svenska almanackan
- Nuvarande – Anton och Tony
- Föregående i bokstavsordning
  - Anja – Namnet infördes på dagens datum 1986, men flyttades 1993 till 9 september och utgick 2001.
  - Anton – Namnet infördes på dagens datum 1901 och har funnits där sedan dess.
  - Antonia – Namnet infördes på dagens datum 1986, men flyttades 1993 till 17 oktober, där det har funnits sedan dess.
  - Antonius – Namnet fanns, till minne av det europeiska eremitväsendets fader Den helige Antonius, som dog 356, på dagens datum före 1901, då det utgick.
  - Tony – Namnet infördes 1986 på 17 oktober. 1993 flyttades det till dagens datum och har funnits där sedan dess.
- Föregående i kronologisk ordning
  - Före 1901 – Antonius
  - 1901–1985 – Anton
  - 1986–1992 – Anton, Anja och Antonia
  - 1993–2000 – Anton och Tony
  - Från 2001 – Anton och Tony
- Källor
  - Brylla, Eva (red.): Namnlängdsboken, Norstedts ordbok, Stockholm, 2000. ISBN 91-7227-204-X
  - af Klintberg, Bengt: Namnen i almanackan, Norstedts ordbok, Stockholm, 2001. ISBN 91-7227-292-9

### Finlandssvenska almanackan
- Nuvarande från 1995[1] – Anton, Tony, Antonia
- I föregående revideringar[a][2]
  - 1929–1994 – Anton

## Händelser

### Före 1900-talet
- 38 f.Kr. – Den blivande romerske kejsaren Octavianus gifter sig med Livia Drusilla, som har två söner från sitt förra äktenskap. De förblir sedan gifta i 52 år, utan att få några egna barn, varför Octavianus vid sin död efterträds som romersk kejsare av Livia Drusillas son Tiberius.
- 1287 – Den aragoniske kungen Alfons III låter invadera och erövra medelhavsön Menorca.
- 1377 – Påven Gregorius XI flyttar tillbaka påvestolen från Avignon till Rom. Detta avslutar ”påvarnas babyloniska fångenskap”, som inleddes 1309, när den franske kungen Filip IV lät flytta påvestolen till Avignon.
- 1437 – Erik Pukes upprorshär besegrar marsken Karl Knutssons yrkesarmé i slaget vid Hällaskogen. Trots detta blir Erik Puke vid stilleståndsförhandlingarna i Skultuna den 22 januari infångad och avrättas i början av februari.
- 1482 – Ett stillestånd sluts mellan Sverige och Ryssland i Novgorod. Detta avslutar det krig som har varat mellan länderna sedan 1479 och medför inga större förändringar.
- 1524 – Den italienske upptäcktsresanden Giovanni da Verrazano påbörjar en resa till Nordamerika för att, för fransk räkning, hitta en passage till Kina.
- 1562 – Den franska regenten Katarina av Medici låter utfärda ediktet i Saint-Germain, som ger de franska hugenotterna (protestanterna) begränsad religionsfrihet.
- 1595 – Den franske kungen Henrik IV förklarar krig mot Spanien, eftersom den franska katolska ligan stöds av detta land under det pågående franska inbördeskriget.
- 1605 – Miguel Cervantes publicerar första delen av romanen Don Quijote. Den andra delen ges ut år 1615.
- 1648 – Det engelska långa parlamentet antar lagförslaget Vote of No Address, som avbryter parlamentets förhandlingar med kungen Karl I och inleder den andra fasen av det engelska inbördeskriget. Drygt ett år senare är kungen tillfångatagen och avrättas.
- 1773 – Den brittiske kaptenen James Cook och hans besättning blir de första européerna som korsar den södra polcirkeln.
- 1781 – Amerikanska trupper ledda av brigadgeneral Daniel Morgan besegrar britterna under överstelöjtnant Banastre Tarleton i striden om Cowpens i South Carolina under det pågående amerikanska revolutionskriget.
- 1852 – Storbritannien erkänner boerkolonierna i Transvaal som självständiga, sedan de har utropat sin självständighet 1845.
- 1873 – Den amerikanska armén blir besegrad av en grupp modocindianer i första slaget om befästningen under det så kallade Modockriget.
- 1883 – Det svenska företaget Elektriska Aktiebolaget i Stockholm grundas. Redan 1890 byter det namn till Allmänna Svenska Elektriska Aktiebolaget (Asea) och 1987 går det samman med schweiziska Brown Boveri och bildar då ABB.
- 1885 – Brittiska trupper besegrar en stor dervisk armé i slaget vid Abu Klea i Sudan under det pågående mahdistupproret.
- 1893 – Den hawaiianska ligan, som består av amerikaner och européer bosatta på Hawaii och leds av Lorrin A. Thurston, störtar det hawaiianska kungadömet genom att avsätta örikets sista drottning Lili'uokalani. Ligans mål är att USA ska annektera Hawaii, vilket sker 1898, men det dröjer till 1959, innan Hawaii blir en amerikansk delstat.
- 1899 – USA annekterar de obebodda Wakeöarna i Stilla havet.

### 1900–1949
- 1904 – Den ryske pjäsförfattaren Anton Tjechovs skådespel Körsbärsträdgården har urpremiär på Konstnärliga teatern i Moskva.
- 1909 – Den svenske upptäcktsresanden Sven Hedin återvänder från sin senaste Asienresa till Sverige och tas emot med stor pompa och ståt. Förutom en liten resa till östra Medelhavet och Irak 1916 dröjer det till slutet av 1920-talet, innan han ger sig ut på nya expeditionsresor och han blandar sig nu istället i den svenska politiken och särskilt den uppblossande försvarsfrågan.
- 1912 – Den brittiske polarforskaren Robert Scotts expedition når sydpolen under kapplöpningen att ta sig dit först. Den norska polarexpeditionen under Roald Amundsen har dock lyckats ta sig dit redan en månad tidigare, så Scotts expedition har alltså förlorat kapplöpningen. Under återfärden till Antarktis kust omkommer expeditionsmedlemmarna i en snöstorm och deras kroppar återfinns av en annan expedition i november samma år.
- 1913 – Raymond Poincaré vinner det franska presidentvalet och tillträder posten som landets president 18 februari.
- 1916
  - Galtströms järnbruk i Medelpad levererar sitt sista lass järnmalm, varefter bruket läggs ner efter att ha funnits sedan 1673. Den intilliggande sågen förblir dock öppen i ytterligare tre år.
  - Golfintressegruppen Professional Golfers' Association (PGA), som har bildats i London 1901, får en amerikansk systerorganisation i Professional Golfers' Association of America, som grundas denna dag. Den svenska avdelningen grundas 1932.
- 1917 – USA köper den danska kolonin Jungfruöarna för 25 miljoner dollar. Den 31 mars samma år tar USA ögruppen i besittning och byter då namn på den till Amerikanska Jungfruöarna, för att skilja dem från Brittiska Jungfruöarna, som ligger strax intill.
- 1924
  - Det svenska kommunalarbetarförbundet förklarar att de poliser, som har skickats från Stockholm till Sundsvall med anledning av den pågående renhållningsarbetarstrejken där, måste återsändas.
  - Ett utbrott av mul- och klövsjuka konstateras bland bondgårdsdjur i Skåne. Mycket snart beslutas att man ska börja nödslakta smittade djur, för att få bukt med sjukdomen.
- 1929 – Den amerikanske serietecknaren E.C. Segar publicerar den första strippen om sjömannen Karl-Alfred (engelska Popeye), som blir stark av spenat, i dagspresserien Thimble Theatre (Fingerborgsteatern). Till en början är Karl-Alfred där en bifigur, men redan två år senare har han blivit så framgångsrik, att serierna om honom publiceras över hela USA.
- 1938 – 20 000 arbetare inom den svenska hotell- och restaurangbranschen lockoutas och så gott som alla hotell och restauranger i Sverige är stängda i två månader, innan konflikten är löst.
- 1944 – Sveriges utrikesminister Christian Günther meddelar att allt kulturellt samarbete mellan Sverige och Tyskland nu har upphört. När det pågående andra världskriget vid det här laget har börjat gå märkbart sämre för tyskarna gör Sverige större och större avkall på den undfallande politiken mot Tyskland.
- 1945
  - Sovjetiska trupper erövrar den nästan helt raserade polska huvudstaden Warszawa från tyskarna.
  - Tyskarna påbörjar evakueringen av koncentrationslägret Auschwitz då sovjetiska trupper närmar sig. Den 27 januari befrias lägret av det sovjetiska trupperna.
  - Den svenske diplomaten Raoul Wallenberg, som under andra världskriget har räddat ett stort antal ungerska judar, arresteras av sovjetiska trupper i Budapest. Hans vidare öden är höljda i dunkel och det är osäkert om den officiella sovjetiska förklaringen, att han dör i Lubjankafängelset 1947, verkligen stämmer. Under kommande årtionden ställer svenska myndigheter då och då krav på Sovjet att få veta vad som har hänt Wallenberg, men utan resultat.
- 1946 – Förenta nationernas säkerhetsråd håller sitt första möte i Church House i London.
- 1949 – Den första amerikanska tv-situationskomedin The Goldbergs har premiär i amerikansk tv.

### 1950–1974
- 1950 – Ett rån utförs mot det amerikanska säkerhetsföretaget The Brink's Company i Boston, när 11 män stjäl över två miljoner dollar från en av företagets pansarbilar.
- 1961 – USA:s president Dwight D. Eisenhower tar avsked av det amerikanska folket genom en tv-utsändning tre dagar innan han lämnar presidentposten. I sitt tal varnar han för makten som han menar har samlats inom det militärindustriella komplexet.
- 1966 – Ett B-52-bombflygplan kolliderar med ett plan av typen KC-135 Stratotanker över Spanien och tappar fyra 70-kilotonsvätebomber nära staden Palomares och en femte i havet utanför kusten.
- 1969 – Det brittiska rockbandet Led Zeppelin ger ut sitt debutalbum med samma namn.
- 1973 – Ferdinand Marcos, som har varit Filippinernas president sedan 1965, utnämns till landets president på livstid. Missnöje med hans styre och sätt att sköta landets ekonomi leder dock till att han blir avsatt 1986.

### 1975–1999
- 1977 – Den amerikanske mördaren Gary Gilmore avrättas genom arkebusering i Utah och blir den förste i USA som avrättas efter att högsta domstolen året före har tillåtit delstaterna att återinföra dödsstraffet.
- 1984 – En FN-konferens om förtroendeskapande åtgärder och nedrustning öppnas i Stockholm av Sveriges utrikesminister Lennart Bodström.
- 1991
  - Amerikanska flygstridskrafter påbörjar Operation Ökenstorm, genom att anfalla Irak och därmed inleda Kuwaitkriget, sedan Irak har ignorerat Förenta nationernas uppsatta krav att senast den 15 januari retirera från det ockuperade Kuwait. Det irakiska flygvapnet slås snabbt ut av anfallet.
  - Vid Olav V:s död efterträds han som kung av Norge av sin son Harald V.[3]
  - Den isländska vulkanen Hekla får ett utbrott, som varar fram till 11 mars.
- 1994
  - Den svenska radiokanalen Megapol (sedermera Mix Megapol), som ägs av Bonnierkoncernen, inleder sina sändningar, till en början över Stockholm och Mälardalen.
  - En jordbävning inträffar i Los Angeles-förorten Northridge, med en magnitud på 6,7 på richterskalan. 57 människor omkommer och materiella skador till ett värde av cirka 12 miljarder dollar uppstår. Detta är därmed den mest kostsamma jordbävningen i USA:s historia.
- 1995 – En jordbävning inträffar i den japanska staden Kobe, med en magnitud på 7,3 på richterskalan. 6 434 personer omkommer och 212 443 blir hemlösa.
- 1996 – Tjeckien ansöker om medlemskap i Europeiska unionen (EU), vilket man uppnår 2004.
- 1998 – På webbplatsen The Drudge Report avslöjar Matt Drudge att USA:s president Bill Clinton har haft sexuellt umgänge med Vita huset-praktikanten Monica Lewinsky, vilket blir inledningen på Lewinsky-affären.

### 2000–
- 2002 – Vulkanen Nyiragongo i Kongo-Kinshasa får ett utbrott, vilket tvingar uppskattningsvis 400 000 människor att fly.
- 2005
  - Det svenska elektronikföretaget Sibas vd Fabian Bengtsson blir kidnappad i centrala Göteborg. Han återfinns välbehållen i Slottsskogen den 3 februari.
  - En mosaik från 100-talet upptäcks på Colle Oppio i Rom.
- 2007 – Den så kallade Domedagsklockan, som anger hur nära världen är ett kärnvapenkrig (där midnatt anger att ett sådant har utbrutit) sätts till fem minuter före midnatt, efter att Nordkorea har inlett kärnvapentester. Den 14 januari 2010 flyttas den en minut bakåt till sex minuter före midnatt.
- 2010 – På ett 30-tal platser runt om i världen genomförs manifestationer i protest mot det amerikanska bilföretaget General Motors planer på att lägga ner biltillverkaren Saab. Företaget blir kvar i ytterligare nästan två år, men den 19 december 2011 begärs Saab i konkurs.

## Födda
- 1463 – Friedrich III, kurfurste av Sachsen
- 1484 – Georg Spalatin, tysk reformator
- 1501 – Leonhart Fuchs, tysk läkare och botanist
- 1504 – Pius V, påve, helgon
- 1560 – Gaspard Bauhin, schweizisk botanist och fysiolog
- 1600 – Pedro Calderón de la Barca, spansk dramatiker
- 1612 – Thomas Fairfax, engelsk general under engelska inbördeskriget
- 1624 – Guarino Guarini, italiensk arkitekt
- 1686 – Archibald Bower, brittisk historiker
- 1712 – John Stanley, brittisk kompositör
- 1719 – William Vernon, amerikansk affärsman
- 1734 – Stanisław II August Poniatowski, kung av Polen och storfurste av Litauen
- 1761 – James Hall, brittisk geolog
- 1763 – John Jacob Astor, amerikansk entreprenör
- 1789 – August Neander, tysk teolog
- 1790
  - Powhatan Ellis, amerikansk politiker, jurist och diplomat, senator för Mississippi
  - William Harper, amerikansk politiker och jurist, senator för South Carolina
- 1801 – Henry W. Collier, amerikansk demokratisk politiker, guvernör i Alabama
- 1820 – Anne Brontë, brittisk författare
- 1821 – Ossian B. Hart, amerikansk republikansk politiker och jurist, guvernör i Florida
- 1828 – Lewis A. Grant, amerikansk general under amerikanska inbördeskriget
- 1832 – Henry Martyn Baird, amerikansk historiker
- 1851 – Arthur Burdett Frost, amerikansk illustratör
- 1856 – Jens Bratlie, norsk högerpolitiker, statsminister
- 1860 – Douglas Hyde, irländsk politiker, Irlands president
- 1863
  - David Lloyd George, brittisk politiker, Storbritanniens premiärminister
  - Konstantin Stanislavskij, rysk-sovjetisk skådespelare och teaterdirektör
- 1871 – David Beatty, brittisk amiral
- 1880 – Mack Sennett, amerikansk stumfilmsregissör
- 1884 – Sven Wijkman (militär), svensk militär, politiker och journalist
- 1885 – Ludde Gentzel, svensk skådespelare och sångare, mest känd i rollen som Optimisten i radioserien Optimisten och Pessimisten
- 1888 – Edvard Persson, svensk skådespelare
- 1893
  - Evelyn Scott, amerikansk författare
  - Tora Teje, svensk skådespelare
- 1897 – Nils Asther, svensk skådespelare
- 1899 – Al Capone, amerikansk maffiaboss
- 1901 – Aron Gurwitsch, tysk filosof
- 1905 – Guillermo Stábile, argentinsk fotbollsspelare
- 1909 – Stella Andreva, egentligen Stella Anita Brown-Comoy, brittisk-svensk operasångare
- 1914 – Kurt Franz, tysk SS-officer, kommendant i koncentrationslägret Treblinka
- 1916 – Edwin B. Forsythe, amerikansk republikansk politiker, kongressledamot
- 1917
  - Joseph W. Barr, amerikansk demokratisk politiker, USA:s finansminister
  - M.G. Ramachandran, indisk politiker och filmskådespelare
- 1922
  - Nicholas Katzenbach, amerikansk politiker, USA:s justitieminister
  - Betty White, amerikansk skådespelerska
- 1926 – Moira Shearer, brittisk skådespelare och ballerina
- 1927
  - Astrid Bergman Sucksdorff, svensk fotograf och författare
  - Nils Eklund, svensk skådespelare
  - Eartha Kitt, amerikansk sångare
- 1931
  - James Earl Jones, amerikansk skådespelare, mest känd för att ha gjort Darth Vaders röst i Stjärnornas krig-filmerna
  - Douglas Wilder, amerikansk politiker, guvernör i Virginia
- 1933 – Dan Waern, svensk friidrottare, mottagare av Svenska Dagbladets guldmedalj 1957
- 1935 – Lars Lind, svensk skådespelare
- 1937 – Alain Badiou, fransk filosof
- 1938 – Toini Gustafsson Rönnlund, finlandsfödd svensk skidåkare, olympisk guldmedaljör, mottagare av Svenska Dagbladets guldmedalj 1968
- 1942 – Muhammad Ali, amerikansk boxare
- 1943 – Chris Montez, amerikansk sångare
- 1944 – Jan Guillou, svensk författare och journalist
- 1949 – Andy Kaufman, amerikansk komiker och skådespelare
- 1952 – Kevin Reynolds, amerikansk regissör
- 1955 – Katalin Karikó, ungersk biokemisk, mottagare av Nobelpriset i fysiologi eller medicin 2023
- 1959 – Susanna Hoffs, amerikansk musiker, medlem i gruppen The Bangles
- 1962 – Jim Carrey, amerikansk skådespelare
- 1964 – Don Cazayoux, amerikansk demokratisk politiker
- 1969
  - Tiësto, nederländsk discjockey och musikproducent
  - Naveen Andrews, brittisk skådespelare
  - Lukas Moodysson, svensk regissör
- 1970 – Jeremy Roenick, amerikansk ishockeyspelare
- 1980 – Zooey Deschanel, amerikansk skådespelare
- 1984 – Calvin Harris, brittisk singer-songwriter, discjockey och musikproducent
- 1993 – Amanda Ilestedt, svensk fotbollsspelare
- 1998 – Natalia Kaczmarek, polsk friidrottare

## Avlidna
- 395 – Theodosius I, 48, romersk kejsare sedan 379
- 1229 – Albert av Riga, livländsk biskop och tysk riksfurste
- 1325 – Esger Juul, dansk kyrkoman, ärkebiskop i Lunds stift sedan 1310
- 1468 – Skanderbeg, 62, albansk krigsledare och nationalhjälte
- 1664 – Ture Sparre (1593–1664), 70, svensk friherre, lagman, riksråd och den första landshövdingen i Västmanland
- 1736 – Matthäus Daniel Pöppelmann, 73, tysk barockarkitekt
- 1751 – Tomaso Albinoni, 79, italiensk kompositör
- 1810 – James Gordon, 70, irländsk-amerikansk politiker, kongressledamot 1791–1795
- 1826 – Juan Crisóstomo de Arriaga, 19, baskisk-spansk violinist och kompositör
- 1861
  - Malla Silfverstolpe, 78, svensk författare
  - Lola Montez, 39, irländsk dansös, älskarinna åt bland andra Franz Liszt och Ludvig I av Bayern
- 1863 – Horace Vernet, 73, fransk målare
- 1874 – Chang och Eng Bunker, 62, berömda siamesiska tvillingar
- 1893 – Rutherford B. Hayes, 70, amerikansk politiker, USA:s president 1877–1881
- 1898 – Anders Willman, 63, svensk operasångare och teaterchef
- 1901 – Frederic William Henry Myers, 67, brittisk poet
- 1911 – Francis Galton, 88, brittisk antropolog och psykolog
- 1915 – Hjalmar Claëson, 78, svensk häradshövding och riksdagsman
- 1937 – Robert D. Carey, 58, amerikansk republikansk politiker, guvernör i Wyoming 1919–1923, senator för samma delstat sedan 1930
- 1938 – William Henry Pickering, 69, nordamerikansk astronom
- 1942 – Walter von Reichenau, 57, tysk fältmarskalk
- 1946 – Jenny Nyström, 91, svensk konstnär, känd för sina målningar av tomtar
- 1950 – Henry Justin Allen, 81, amerikansk republikansk politiker, guvernör i Kansas 1919–1923, senator för samma delstat 1929–1930
- 1961 – Patrice Lumumba, 35, kongolesisk politiker (mördad)
- 1977 – Gary Gilmore, 36, amerikansk mördare (avrättad)
- 1984 – Birger Åsander, 74, svensk skådespelare
- 1987 – Harry Darby, 91, amerikansk republikansk politiker och industrialist, senator för Kansas 1949–1950
- 1989 – Gordon L. Allott, 82, amerikansk republikansk politiker, senator för Colorado 1955–1973
- 1990 – Charles Hernu, 66, fransk politiker, Frankrikes försvarsminister 1981–1985
- 1991 – Olav V, 87, kung av Norge sedan 1957
- 1992 – Olof Lilljeqvist, 80, svensk ingenjör, flygfotograf och producent
- 1997 – Clyde Tombaugh, 90, amerikansk astronom som upptäckte planeten (numera dvärgplaneten) Pluto 1930
- 2002
  - Camilo José Cela, 85, spansk författare, mottagare av Nobelpriset i litteratur 1989
  - Errol Norstedt, 53, svensk musiker och kompositör med artistnamnet Eddie Meduza
- 2003 – Richard Crenna, 76, amerikansk skådespelare
- 2004
  - Czesław Niemen, 64, polsk rocksångare
  - Tom Rowe, 53, amerikansk musiker
- 2005
  - Christina Gunnardo, 51, svensk kristen sångare och låtskrivare
  - Lennart Rodhe, 88, svensk konstnär
  - Virginia Mayo, 84, amerikansk skådespelare
  - Zhao Ziyang, 85, kinesisk kommunistledare
- 2007
  - Alice Auma, 50, ugandiskt andemedium och rebelledare
  - Art Buchwald, 81, amerikansk journalist och författare
- 2008
  - Bobby Fischer, 64, amerikansk-isländsk schackspelare
  - Edward D. Hoch, 77, amerikansk deckarförfattare
- 2009
  - Anders Isaksson, 65, svensk journalist, författare och historiker
  - Anders Pontén, 74, svensk författare, journalist, radioman och skådespelare
  - Bo Westin, 95, svensk militär
- 2010
  - Jyoti Basu, 95, indisk kommunistisk politiker
  - Erich Segal, 72, amerikansk författare
- 2011 – Sigurjón Brink, 36, isländsk sångare
- 2012 – Johnny Otis, 90, amerikansk musiker, låtskrivare och musikproducent
- 2014 – Holger Hansson, 86, svensk fotbollsspelare, OS-brons 1952
- 2015 – Faten Hamama, 83, egyptisk skådespelare
- 2016
  - Kjell Alinge, 72, svensk radiojournalist och sketchförfattare
  - Carina Jaarnek, 53, svensk sångerska
- 2017 – David P. Buckson, 96, amerikansk republikansk politiker, guvernör i Delaware 1960–1961
- 2020 – Rolf Allan Håkanson, 69, svensk scenograf och formgivare
- 2022 – Björn Natthiko Lindeblad, 60, svensk civilekonom
- 2025 – Denis Law, 84, skotsk fotbollsspelare